# Mayo Chiki!
Mayo Chiki! (まよチキ!) là loạt light novel do Asano Hajime thực hiện với sự minh họa của Kikuchi Seiji. Tác phẩm đã chiến thắng Giải thưởng light novel tân binh MF Bunko J lần thứ 5 (giải thưởng xuất sắc nhất). Media Factory đã phát hành tác phẩm thẳng thành các tập mà không đăng trên tạp chí từ ngày 21 tháng 11 năm 2009 đến ngày 23 tháng 7 năm 2012 dưới nhãn MF Bunko J. Tiêu đề Mayo Chiki! là viết tắt của Mayoeru Shitsuji to Chikin na Ore to và tiêu đề trong Giải thưởng light novel tân binh MF Bunko J ghi là Mayo Chiki! ~Mayoeru Shitsuji to Chikin na Ore to~.
Loạt light novel cũng được chuyển thể thành các loại hình truyền thông khác như manga và anime. Có hai loạt manga chuyển thể đã được thực hiện bởi các tác giả khác nhau, hãng feel. phụ trách thực hiện chuyển thể anime và phát sóng từ ngày 7 tháng 7 đến ngày 29 tháng 9 năm 2011. Tính đến tháng 8, 2014 ghi nhận số lượng phát hành đã đạt hơn 1,7 triệu bản.

## Cốt truyện
Câu chuyện xoay quanh Sakamachi Kinjirō một nam sinh trung học mắc chứng sợ phụ nữ, mỗi lần các cô gái đụng là anh chàng lại bị chảy máu cam. Kinjirō vô tình biết được bí mật của Konoe Subaru, một quản gia đẹp trai, đảm đang và mạnh mẽ mà hầu hết các cô gái trong trường đều thích trên thực tế lại là một cô gái. Vì thế Kinjirō bị buộc phải làm việc chung với Subaru và cô chủ của cô, bảo vệ bí mật đó cũng như tìm cách chữa khỏi bệnh cho mình.

## Nhân vật

### Nhân vật chính
Sakamachi Kinjirou (坂町 近次郎)
Lồng tiếng bởi: Hino Satoshi (thời thơ ấu - Kobayashi Yuu)
Konoe Subaru (近衛 スバル)
Lồng tiếng bởi: Iguchi Yuka
Suzutsuki Kanade (涼月 奏)
Lồng tiếng bởi: Kitamura Eri
Sakamachi Kureha (坂町 紅羽)
Lồng tiếng bởi: Hanazawa Kana
Usami Masamune (宇佐美 マサムネ)
Lồng tiếng bởi: Ise Mariya
Narumi Nakuru (鳴海 ナクル)
Lồng tiếng bởi: Asumi Kana
Konoe Nagare (近衛 流)
Lồng tiếng bởi: Fujiwara Keiji

### Học sinh học viện Lang Lam
Narumi Schrodinger (鳴海 シュレディンガー)
Kurose Yamato (黒瀬 ヤマト)
Lồng tiếng bởi: Mogami Tsuguo

### Giúp việc tại nhà Suzutsuki
Saotome Ichigo (早乙女 苺)
Lồng tiếng bởi: Chihara Minori
Samejima Kosame (鮫島 コサメ)
Lồng tiếng bởi: Sawashirou Miyuki
Hinata Mayoi (日向 真宵)

### Nhà Sakamachi
Sakamachi Jirou (坂町 次郎)
Lồng tiếng bởi: Miyashita Eiji
Sakamachi Akemi (坂町 朱美)

### Maid in Heaven
Maria (マリア)
Lồng tiếng bởi: Kuwatani Natsuko
Miruku (ミルク)
Lồng tiếng bởi: Ishihara Kaori
Choko (チョコ)
Lồng tiếng bởi: Ogura Yui

## Truyền thông

### Light novel
Loạt light novel do Asano Hajime thực hiện với sự minh họa của Kikuchi Seiji. Media Factory đã phát hành tác phẩm thẳng thành các tập mà không đăng trên tạp chí từ ngày 21 tháng 11 năm 2009 đến ngày 23 tháng 7 năm 2012 với 12 tập dưới nhãn MF Bunko J.

#### Danh sách tập
| #  | Ngày phát hành    | ISBN              |
| -- | ----------------- | ----------------- |
| 1  | 25 tháng 11, 2009 | 978-4-8401-3084-4 |
| 2  | 25 tháng 1, 2010  | 978-4-8401-3155-1 |
| 3  | 23 tháng 4, 2010  | 978-4-8401-3278-7 |
| 4  | 23 tháng 7, 2010  | 978-4-8401-3453-8 |
| 5  | 25 tháng 10, 2010 | 978-4-8401-3550-4 |
| 6  | 25 tháng 1, 2011  | 978-4-8401-3697-6 |
| 7  | 25 tháng 4, 2011  | 978-4-8401-3894-9 |
| 8  | 24 tháng 6, 2011  | 978-4-8401-3940-3 |
| 9  | 22 tháng 9, 2011  | 978-4-8401-4240-3 |
| 10 | 25 tháng 1, 2012  | 978-4-8401-4367-7 |
| 11 | 25 tháng 4, 2012  | 978-4-8401-4547-3 |
| 12 | 25 tháng 7, 2012  | 978-4-8401-4639-5 |

### Manga
Asano Hajime đã thực hiện chuyển thể manga của loạt light novel với sự minh họa của Neet. Tác phẩm được đăng trên tạp Monthly Comic Alive của Media Factory từ ngày 27 tháng 7 năm 2010 đến ngày 27 tháng 11 năm 2013  với tổng cộng 7 tập.
| # | Ngày phát hành Tiếng Nhật | ISBN Tiếng Nhật   |
| - | ------------------------- | ----------------- |
| 1 | 23 tháng 10, 2010         | 978-4-8401-3387-6 |
| 2 | 23 tháng 6, 2011          | 978-4-8401-4003-4 |
| 3 | 23 tháng 9, 2011          | 978-4-8401-4037-9 |
| 4 | 23 tháng 7, 2012          | 978-4-8401-4495-7 |
| 5 | 22 tháng 11, 2012         | 978-4-8401-4750-7 |
| 6 | 23 tháng 5, 2013          | 978-4-8401-5057-6 |
| 7 | 23 tháng 1, 2014          | 978-4-0406-6243-5 |

Asano Hajime cũng cho phép thực hiện một loạt manga khác với sự minh họa của Eichi Yuu. Tác phẩm này được đăng trên tạp chí Nyan Type của Kadokawa Shoten từ tháng 11 năm 2010 đến tháng 10 năm 2011 với tổng 2 tập.
| # | Ngày phát hành Tiếng Nhật | ISBN Tiếng Nhật   |
| - | ------------------------- | ----------------- |
| 1 | 25 tháng 6, 2011          | 978-4-04-715727-9 |
| 2 | 26 tháng 1, 2012          | 978-4-04-120084-1 |

### Anime
Xưởng phim feel. thực hiện chuyển thể anime của loạt light novel và phát sóng từ ngày 7 tháng 7 đến ngày 29 tháng 9 năm 2011 tại Nhật Bản với 13 tập trên các kênh TBS,  MBS, CBC và BS-TBS.

#### Danh sách tập phim
| #  | Tựa đề                    | Kịch bản        | Phân cảnh            | Đạo diễn             | Đạo diễn hoạt họa                                                   | Ngày phát sóng gốc       |
| -- | ------------------------- | --------------- | -------------------- | -------------------- | ------------------------------------------------------------------- | ------------------------ |
| 1  | エンド・オブ・アース      | Yoshida Reiko   | Kawaguchi Keiichirou | Kawaguchi Keiichirou | Masuda Kuniaki Sugiyama Ryousou                                     | Ngày 08 tháng 7 năm 2011 |
| 2  | 大好きになっちゃった!     | Yoshida Reiko   | Takahashi Takeo      | Hashiguchi Yosuke    | Sano Hidetoshi                                                      | Ngày 15 tháng 7 năm 2011 |
| 3  | もちろん、ベッドの上で    | Yamada Yuka     | Gotou Keiji          | Fujii Takafumi       | Tatsuta Shinichi Fujii Yui                                          | Ngày 22 tháng 7 năm 2011 |
| 4  | あんまりジロジロみるな... | Ochi Keiichirou | Sayama Kiyoko        | Seo Hye Jin          | Komatsubara Sei Yamazaki Katsuyuki                                  | Ngày 29 tháng 7 năm 2011 |
| 5  | アタシと付き合いなさい    | Yamada Yuka     | Sayama Kiyoko        | Nanoka Yuki          | Yoshida Ikuo Satou Motoaki Masuda Kuniaki Kanai Yuuko Suzuki Gou    | Ngày 05 tháng 8 năm 2011 |
| 6  | 戦争を始めましょう        | Ochi Keiichirou | Sayama Kiyoko        | Kobayashi Kouji      | Hiroo Kanako Yamamoto Atsushi                                       | Ngày 12 tháng 8 năm 2011 |
| 7  | 駆け落ちしよう            | Ochi Keiichirou | Oikawa Kei           | Fujii Takafumi       | Kawashima Hisashi                                                   | Ngày 19 tháng 8 năm 2011 |
| 8  | 初めてなんだ              | Yamada Yuka     | Watanabe Tetsuya     | Naomitami Eiki       | Tatsuta Shinichi Fujii Yui Tokumaru Teruaki (hành động)             | Ngày 26 tháng 8 năm 2011 |
| 9  | しばらく旅に出ます        | Yoshida Reiko   | Kawasaki Itsurou     | Hashiguchi Yosuke    | Nishio Kimihiro Iwaoka Yuko                                         | Ngày 02 tháng 9 năm 2011 |
| 10 | いっただっきまーす        | Yamada Yuka     | Ikehata Takashi      | Ikehata Takashi      | Tatsuta Shinichi Suzuki Gou Satou Motoaki Hayakawa Kazuko           | Ngày 09 tháng 9 năm 2011 |
| 11 | にゅ!                     | Yoshida Reiko   | Kawasaki Itsurou     | Komatsu Shin         | Ogawara Haruo Ozaki Ayako                                           | Ngày 16 tháng 9 năm 2011 |
| 12 | 迷える執事とチキンな俺と  | Yoshida Reiko   | Kawaguchi Keiichirou | Fujii Takafumi       | Tatsuta Shinichi Fujii Yui Kawashima Hisashi Kanai Yuuko Suzuki Gou | Ngày 23 tháng 9 năm 2011 |
| 13 | 揉んでください！          | Yoshida Reiko   | Oikawa Kei           | Fujii Takafumi       | Kawashima Hisashi Ujiie Yoshihiro Yoshida Yuichi                    | Ngày 30 tháng 9 năm 2011 |

### Web Radio
Một chương trình internet radio có tên Mayo Raji! ~Mayoeru Radio to Dōgana Boku-to~ (まよラジ! 〜迷えるラジオと動画な僕と〜) đã được thực hiện và phát sóng song song với bộ anime từ ngày 28 tháng 7 đến ngày 20 tháng 10 năm 2011 trên trang Animate TV. Chương trình sau đó đã được tập hợp lại thành 3 đĩa với tên Mayo Radio! Shuuchou Ban đính kèm với các hộp đĩa phiên bản BD của bộ anime.

### Drama CD
Hai đĩa drama CD đã được thực hiện để đính kèm với hộp đĩa phiên bản BD của bộ anime.

### Âm nhạc
Bộ anime có hai bài hát chủ đề, một mở đầu và một kết thúc. Bài hát mở đầu có tên Be Starters! do Kitamura Eri trình bày, đĩa đơn chứa bài hát đã phát hành ngày 10 tháng 8 năm 2011 với hai phiên bản giới hạn và bình thường, phiên bản giới hạn đính kèm đĩa chứa đoạn phim trình bày nhạc phẩm. Bài kết thúc có tựa Kimi ni Gohoushi (君にご奉仕) do Iguchi Yuka, Kitamura Eri và Ise Mariya trình bày, đĩa đơn chứa bài hát đã phát hành vào ngày 10 tháng 8 năm 2011. Album chứa các bản nhạc dùng trong bộ anime đã phát hành vào ngày 24 tháng 8 năm 2011. Album chứa các bài hát do các nhân vật chính trình bày đã phát hành vào ngày 21 tháng 9 năm 2011.
| Be Starters!     | Be Starters!                    | Be Starters! |
| STT              | Nhan đề                         | Thời lượng   |
| ---------------- | ------------------------------- | ------------ |
| 1.               | "Be Starters!"                  | 3:55         |
| 2.               | "彩ーsai-"                      | 3:56         |
| 3.               | "Be Starters! (off vocal ver.)" | 3:55         |
| 4.               | "彩ーsai- (off vocal ver.)"     | 3:54         |
| Tổng thời lượng: | Tổng thời lượng:                | 15:40        |

| Kimi ni Gohoushi (君にご奉仕) | Kimi ni Gohoushi (君にご奉仕)                                      | Kimi ni Gohoushi (君にご奉仕) |
| STT                           | Nhan đề                                                            | Thời lượng                    |
| ----------------------------- | ------------------------------------------------------------------ | ----------------------------- |
| 1.                            | "Kimi ni Gohoushi (君にご奉仕)"                                    | 3:55                          |
| 2.                            | "Wonderful Days"                                                   | 3:49                          |
| 3.                            | "Kimi ni Gohoushi (off vocal ver.) (君にご奉仕 (off vovcal ver.))" | 3:55                          |
| 4.                            | "Wonderful Days (off vovcal ver.)"                                 | 3:47                          |
| Tổng thời lượng:              | Tổng thời lượng:                                                   | 15:27                         |

| TV Anime "Mayo Chiki!" Character Song Album Mayo Uta! (TVアニメ「まよチキ!」キャラクターソングアルバム まよウタ!) | TV Anime "Mayo Chiki!" Character Song Album Mayo Uta! (TVアニメ「まよチキ!」キャラクターソングアルバム まよウタ!) | TV Anime "Mayo Chiki!" Character Song Album Mayo Uta! (TVアニメ「まよチキ!」キャラクターソングアルバム まよウタ!) |
| STT | Nhan đề | Thời lượng |
| --- | --- | --- |
| 1. | "I'm a Butler!"                                                                                                   | 4:16 |
| 2. | "Give Me Everything"                                                                                              | 4:19 |
| 3. | "A・Ma・No・J・a・Ku (あ・ま・の・じ・ゃ・く)"                                                                    | 3:28 |
| 4. | "Kira Kira☆Submission (キラキラ☆サブミッション)"                                                                  | 3:49 |
| 5. | "Ike nai Shangrila (イケナイ□シャングリラ)"                                                                       | 3:52 |
| 6. | "DON'T MIND!" | 3:28 |
| 7. | "Dekiai Joutou! (溺愛上等!)"                                                                                      | 4:27 |
| 8. | "Flower" | 4:37 |
| 9. | "Happy Happy Birthday (Bonus Track)"                                                                              | 1:59 |
| Tổng thời lượng:                                                                                                  | Tổng thời lượng:                                                                                                  | 34:19 |

| TV Anime "Mayo Chiki!" O・S・T (TVアニメ「まよチキ!」O・S・T) | TV Anime "Mayo Chiki!" O・S・T (TVアニメ「まよチキ!」O・S・T)       | TV Anime "Mayo Chiki!" O・S・T (TVアニメ「まよチキ!」O・S・T) |
| STT                                                           | Nhan đề                                                             | Thời lượng                                                    |
| ------------------------------------------------------------- | ------------------------------------------------------------------- | ------------------------------------------------------------- |
| 1.                                                            | "Be Starters! (TV Size)"                                            | 1:30                                                          |
| 2.                                                            | "Ojou-sama, Oyobi de Gozaimasuka. (お嬢様、お呼びでございますか。)" | 0:07                                                          |
| 3.                                                            | "Mary-san no Hitsuji (メリーさんの羊)"                              | 0:11                                                          |
| 4.                                                            | "Lovely (ラブリー)"                                                 | 1:30                                                          |
| 5.                                                            | "Kazoku no Nukumori (家族の温もり)"                                 | 2:10                                                          |
| 6.                                                            | "End・of・Earth (エンド・オブ・アース)"                             | 1:51                                                          |
| 7.                                                            | "Mie nai Yasashisa (見えない優しさ)"                                | 1:51                                                          |
| 8.                                                            | "Subaru no Kokoro no Naka (スバルの心の中)"                         | 1:35                                                          |
| 9.                                                            | "Yume no Hitsuji (夢の羊)"                                          | 1:31                                                          |
| 10.                                                           | "Shitsuji no Shigoto (執事の仕事)"                                  | 1:48                                                          |
| 11.                                                           | "Mayoeru Hitsuji, Tousou (迷える羊、逃走)"                          | 2:25                                                          |
| 12.                                                           | "Wagaya no Ojou-sama (我が家のお嬢様)"                              | 1:44                                                          |
| 13.                                                           | "Ura・Wagaya no Ojou-sama (裏・我が家のお嬢様)"                     | 1:58                                                          |
| 14.                                                           | "Ochi no nai Hanashi (オチのない話)"                                | 1:13                                                          |
| 15.                                                           | "Sakusen Kekkou! (作戦決行!)"                                       | 1:52                                                          |
| 16.                                                           | "Fuon,,,,, Kana? (不穏、、、、、かな?)"                             | 2:24                                                          |
| 17.                                                           | "Kurae! Shitsuji Knuckle (くらえっ!執事ナックル)"                   | 2:21                                                          |
| 18.                                                           | "Date Hiyori (デート日和)"                                          | 2:00                                                          |
| 19.                                                           | "Hakanaki Yume (儚き夢)"                                            | 1:41                                                          |
| 20.                                                           | "Higeki Kara no Jounetsu (悲劇からの情熱)"                          | 1:18                                                          |
| 21.                                                           | "Utsute Nashi (打つ手無し)"                                         | 1:40                                                          |
| 22.                                                           | "Adult na Image (アダルトなイメージ)"                               | 1:17                                                          |
| 23.                                                           | "Yuugure ni Omou (夕暮れに想う)"                                    | 1:41                                                          |
| 24.                                                           | "Fukuzatsu na Jijou (複雑な事情)"                                   | 1:57                                                          |
| 25.                                                           | "Itsutte mo Wakatte Morae nai (言ってもわかってもらえない)"         | 1:54                                                          |
| 26.                                                           | "Chicken no Otokoke (チキンの男気)"                                 | 2:27                                                          |
| 27.                                                           | "Toumei na Namida (透明な涙)"                                       | 1:36                                                          |
| 28.                                                           | "Kie nai Kizu (消えない傷)"                                         | 1:34                                                          |
| 29.                                                           | "Ayashii Sasayaki (妖しい囁き)"                                     | 1:42                                                          |
| 30.                                                           | "Inei (陰影)"                                                       | 2:05                                                          |
| 31.                                                           | "Seikai wa? (正解は?)"                                              | 1:15                                                          |
| 32.                                                           | "Kureha no Yarikata (紅羽のやりかた)"                               | 2:04                                                          |
| 33.                                                           | "Bare Bare na Uso (バレバレな嘘)"                                   | 1:51                                                          |
| 34.                                                           | "Zettai Zetsumei (絶体絶命)"                                        | 2:09                                                          |
| 35.                                                           | "Happiness"                                                         | 1:59                                                          |
| 36.                                                           | "Eyecatch A (アイキャッチA)"                                        | 0:06                                                          |
| 37.                                                           | "Eyecatch B (アイキャッチB)"                                        | 0:06                                                          |
| 38.                                                           | "Flower"                                                            | 1:38                                                          |
| 39.                                                           | "Kimi ni Gohoushi (TV Size) (君にご奉仕 (TV Size))"                 | 1:31                                                          |
| Tổng thời lượng:                                              | Tổng thời lượng:                                                    | 1:03:52                                                       |